# 轮冠木
轮冠木（学名：Rotula aquatica），为紫草科轮冠木属下的一个植物种。